# Haute-Saône
Koordináták: é. sz. 47° 35′, k. h. 6° 00′47.583333°N 6.000000°E
Haute-Saône (IPA: [otˈsoːn]; arpetánul: Hiôta-Sona) megyét az alkotmányozó nemzetgyűlés 1790. március 4-ei határozata nyomán hozták létre a francia forradalom idején.

## Elhelyezkedése
Haute-Saône megye Burgundia-Franche-Comté régió (2015 végéig Franche-Comté régió) része. A megyét északon a Vosges, keleten a Territoire-de-Belfort, délen a Doubs és a Jura, délnyugaton a Côte-d’Or, északnyugaton a Haute-Marne megye határolja.

## Települések
A megye legnagyobb városai 2011-ben:

| Település         | Népesség (fő, 2011) |
| ----------------- | ------------------- |
| Vesoul            | 15 623              |
| Héricourt         | 10 349              |
| Lure              | 8 325               |
| Luxeuil-les-Bains | 7 248               |
| Gray              | 6 016               |

## Képek

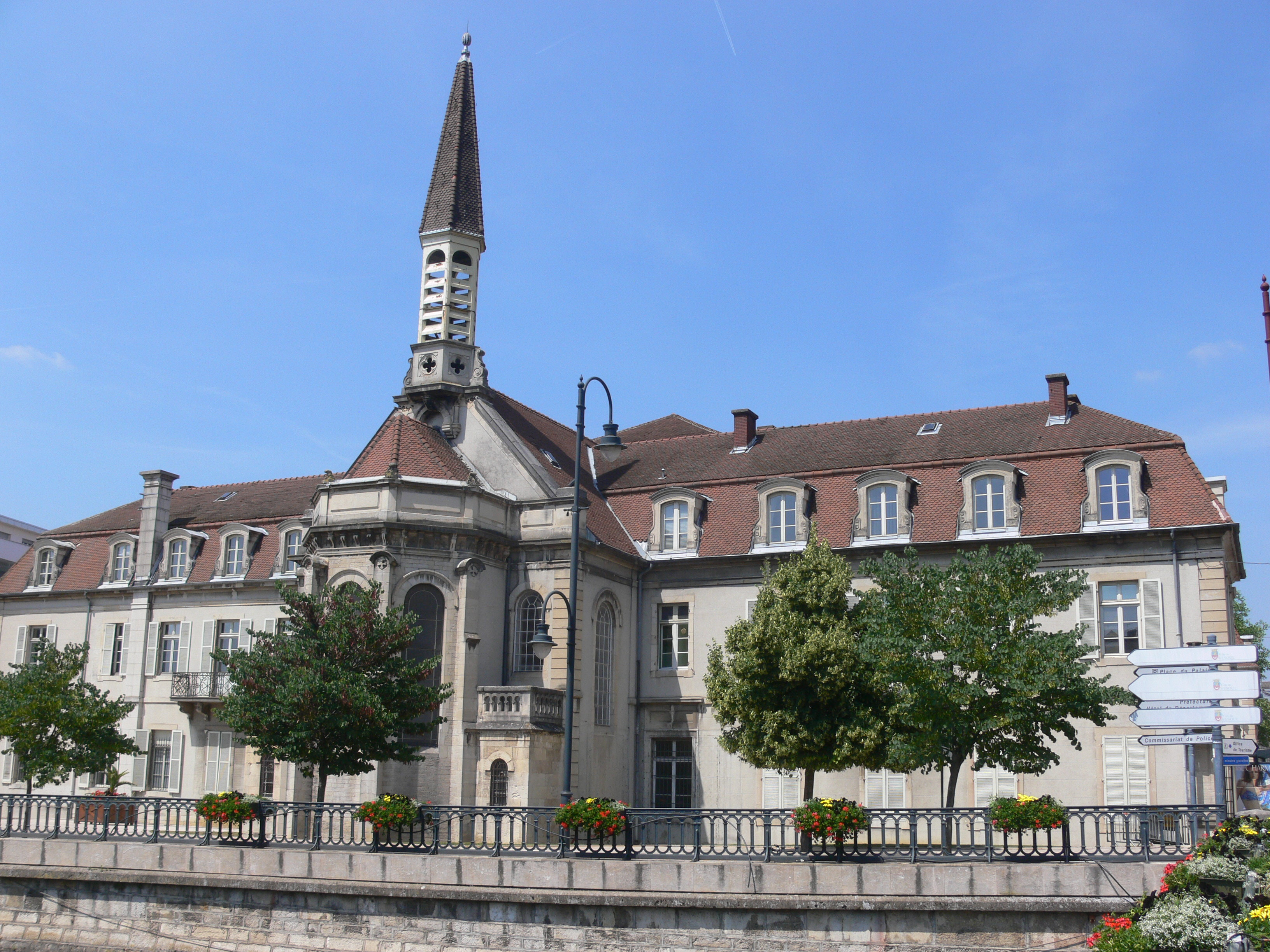
Városháza, Vesoul
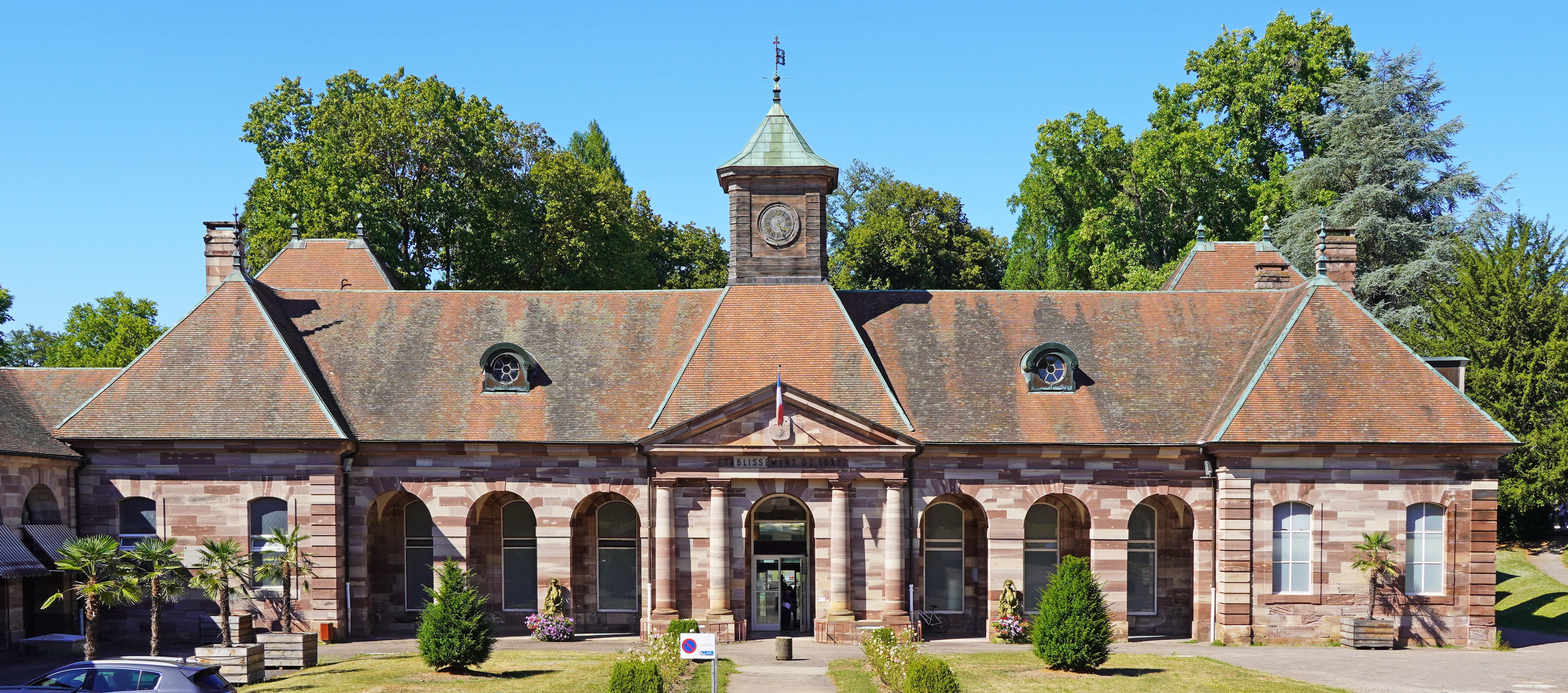
Termálfürdő, Luxeuil-les-Bains
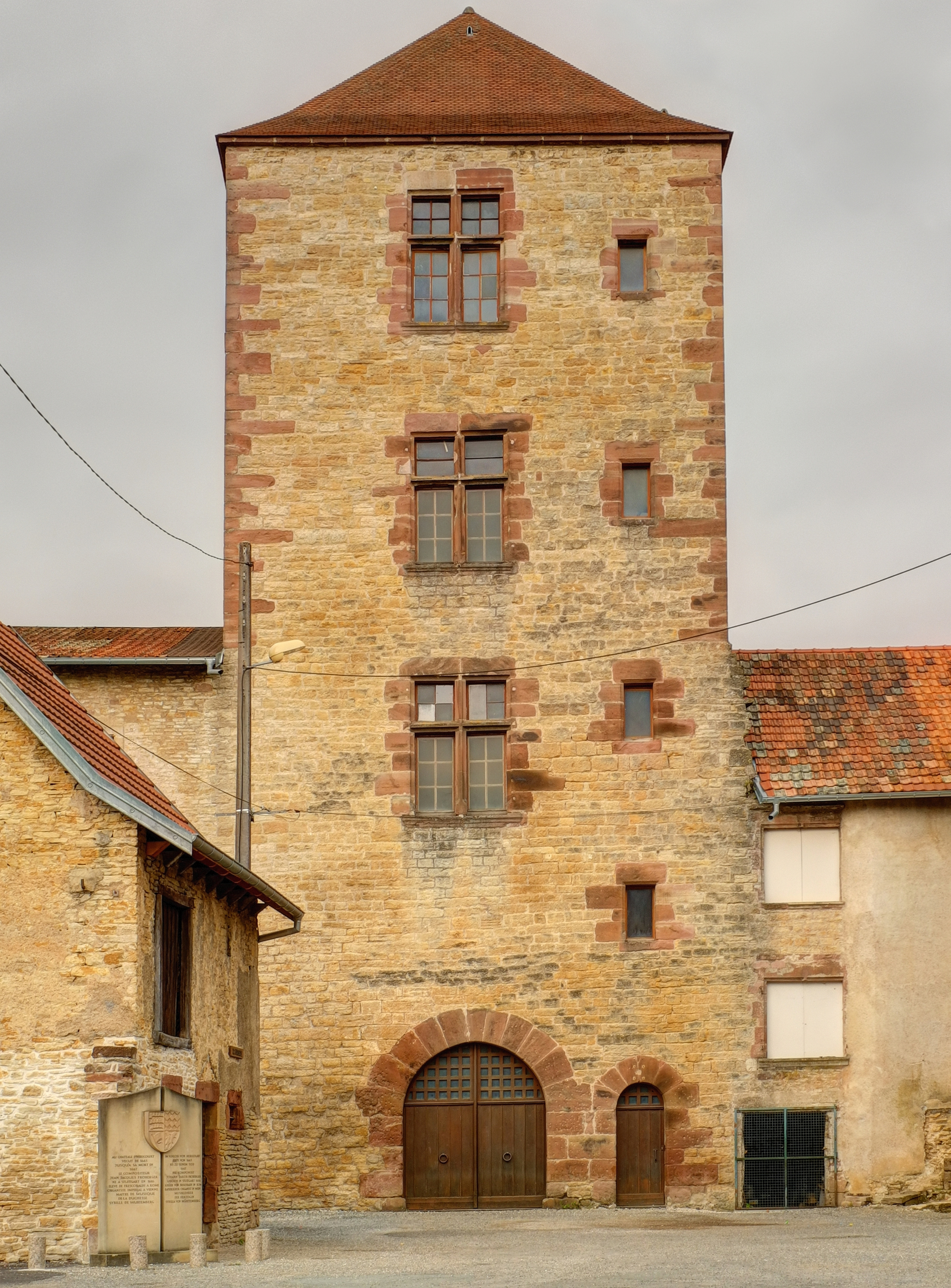
Vártorony, Héricourt
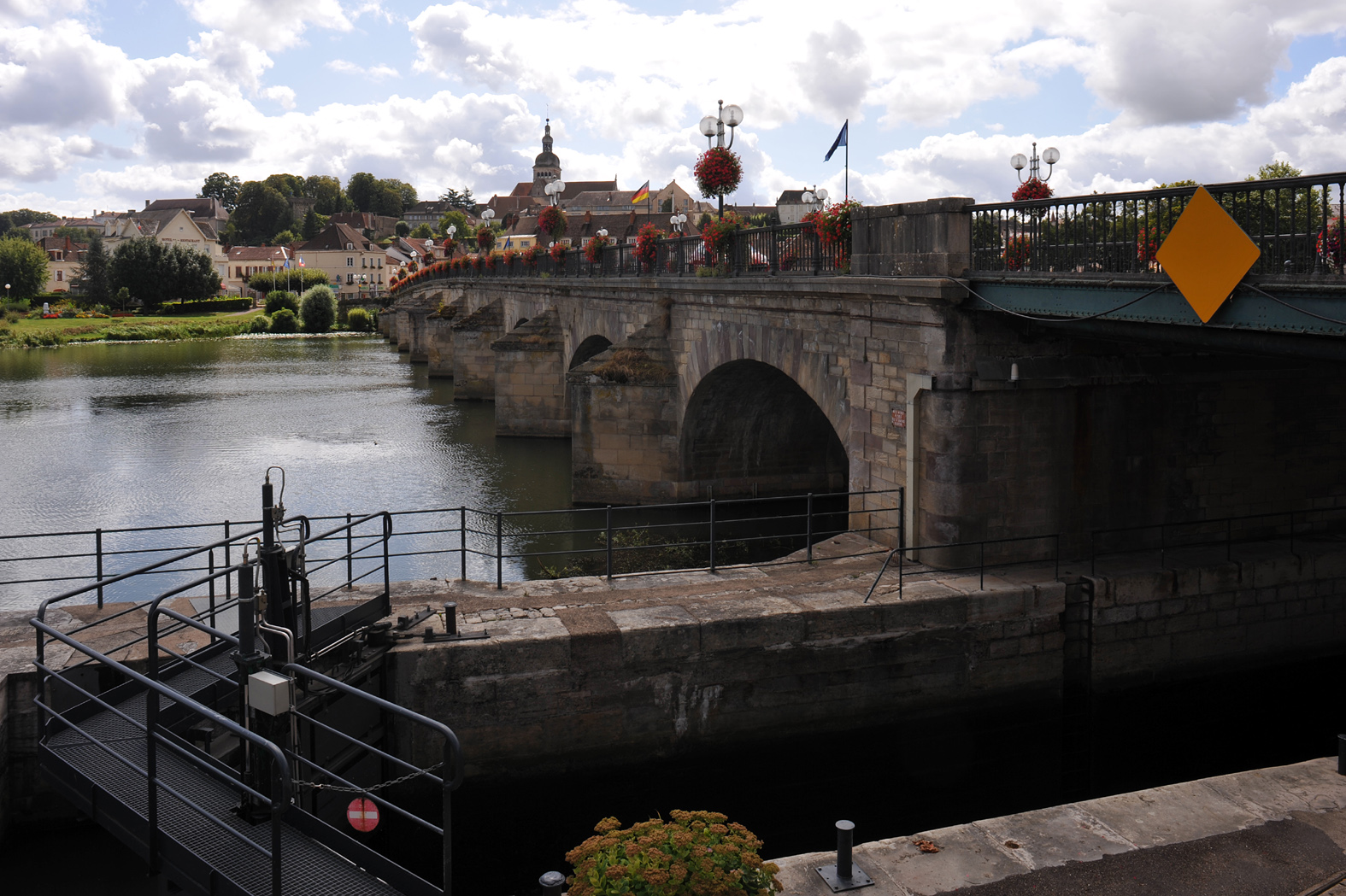
Híd a Saône-on Gray-nél